# キングストン・アポン・ハル
キングストン・アポン・ハル（Kingston upon Hull、通称ハル、Hull）は、イギリス・イングランド東海岸に位置するシティであり、イースト・ライディング・オブ・ヨークシャーに属する単一自治体 (Unitary Authority) 。北海からハンバー川を40キロメートルさかのぼったハル川との合流部に位置し、ヨークの60キロメートル南東にあたる。人口は26万8852人（2022年）で、リーズ、シェフィールド、ブラッドフォードに次ぐヨークシャー・アンド・ザ・ハンバー地方第四の都市である。
12世紀、羊毛の輸出港としてモー修道院の修道士らによって建設された。当初はワイク・オン・ハル (Wyke on Hull) といったが、1299年にキングス・タウン・アポン・ハル (Kings-town upon Hull) と改称され、マーケットタウン（市場町）や軍港、漁業や捕鯨の拠点として発展した。イングランド内戦では早くに戦場となった。18世紀には、奴隷解放論者として知られるウィリアム・ウィルバーフォースを輩出した。
第二次世界大戦中にドイツ軍による空襲（ハル空襲）で市街の95%以上が被害をうけ、戦後も産業の衰退に悩まされたが、21世紀に入ると商業施設や住宅、公共施設などの建設ラッシュが続いた。2017年度の英国文化都市 (UK City of Culture) となり、同年のターナー賞は市内のフェレンズ美術館が主催した。観光名所としてハル大聖堂、ハル川水門、ハル・パラゴン・インターチェンジ（駅とバスターミナルの一体拠点）、ザ・ディープ水族館などがある。1927年開学のハル大学は、学生数1万6000人以上を数える。
イギリスの都市で唯一、国内最大手の電話事業者「BT」ではなく、「KCOM(英語版)」が独占的に固定電話サービスを提供している。電話ボックスは一般的な赤色ではなく、クリーム色のものが見られる。
ハル川とハンバー川の合流部には、完成当時世界一の長さを誇った吊り橋ハンバー橋（Humber Bridge）がある。

## スポーツ
サッカークラブ、ハル・シティAFCの本拠地である。
また、ラグビースーパーリーグのハルFC、ハル・キングストン・ローヴァーズの2チームの本拠地である。

## 出身人物
- ウィリアム・ウィルバーフォース - 奴隷廃止主義者
- エミー・ジョンソン - 飛行士
- ミック・ロンソン - ギタリスト
- トム・コートネイ - 俳優
- エドワード・アーサー・ミルン - 天体物理学者
- ザ・ビューティフル・サウス - ロックバンド
- エヴリシング・バット・ザ・ガール - バンド
- ジョン・ベン - 数学者 - ベン図の考案者
- ニック・バーンビー - 元サッカー選手 - サッカーイングランド代表
- ロバート・ウェイトン - スーパーセンテナリアン、ギネス世界記録保持者、世界最高齢男性

## 姉妹都市・提携都市
- ローリー (アメリカ ノースカロライナ州)
- レイキャヴィーク (アイスランド)
- ロッテルダム (オランダ 南ホラント州)
- シュチェチン (ポーランド 西ポモージェ県)

友好交流のある都市
- 新潟市 （日本 新潟県）1963年、児童画交換展実施を契機に交流開始
- フリータウン (シエラレオネ)シエラレオネへの解放奴隷移住計画を促進する奴隷貿易廃止促進協会のメンバーだった、ウィリアム・ウィルバーフォースの出身と言う事もあり交流がある。1979年、シエラレオネの高等弁務官S・T・マッシュがハルに訪問し、両都市は結び付き、1980年、ハルの市民委任が10月フリータウンを訪問した時、交流を開始した。1981年9月には両都市の社会は議会のサポートとして確立された。